# 赖恩 (下巴伐利亚行政区)
赖恩（德語：Rain，發音：[ʁaɪ̯n] ⓘ）是德国巴伐利亚州的市镇，属于下巴伐利亚行政区施特劳宾-博根县。该市镇总面积为14.29平方千米，截至2023年12月31日总人口为2,989人。